# Heteropoda dasyurina
Heteropoda dasyurina là một loài nhện trong họ Sparassidae.
Loài này thuộc chi Heteropoda. Heteropoda dasyurina được Henry Roughton Hogg miêu tả năm 1914.